# الحزب الشيوعي الإسباني
الحزب الشيوعي الإسباني (بالإسبانية : Partido Comunista de España، PCE) هو حزب سياسي ماركسي إسباني. يمارس هذا الحزب نفوذا كيبرا على اللجان العمالية (CCOO) وهي أكبر نقابة في إسبانيا.
تأسس يوم 14 نوفمبر 1921 بعد انشقاق في حزب العمال الاشتراكي الإسباني، من قبل أعضاء غير راضين عن السياسة الديمقراطية الاشتراكية للحزب ، وكان مقصدهم الأول الانضمام إلى الشيوعية الدولية الثالثة التي نظمها لينين.
من أهم زعمائه دولوريس إيباروري وسانتياغو كاريو، هذا الأخير الذي تبنى خلال مرحلة الانتقال الديمقراطي الإسباني إديولوجية الشيوعية الأوروبية، وأقنع قواعد حزبه على ضرورة دعم الانتقال.
منذ عام 1986 هو جزء من اليسار الموحد. في نوفمبر 2006 تم إعادة تأسيس الحزب الشيوعي الإسباني الماركسي اللينيني إثر مسار توحيدي ضمّ عدّة منظمات شيوعية.